# قانون اساسی کانادا (۱۹۸۲)
قانون اساسی کانادا (۱۹۸۲) (انگلیسی: Constitution Act, 1982)، بخشی از قوانین کانادا مصوبه ۱۷ آوریل ۱۹۸۲ در اتاوا است. این قانون، اصلاحاتی بر قانون اساسی ۱۸۶۷ بود که در زمان فرمانروایی الیزابت دوم به تصویب رسید.